# McCoy McLemore
McCoy „Mac” McLemore (ur. 3 kwietnia 1942 w Houston, zm. 30 kwietnia 2009 tamże) – amerykański koszykarz, występujący na pozycjach silnego skrzydłowego lub środkowego, mistrz NBA z 1971.

## Kariera sportowa
W trakcie swojej kariery brał trzykrotnie udział w draftach rozszerzających NBA. Miało to miejsce w 1966, 1968 i 1970.

## Osiągnięcia
Na podstawie, o ile nie zaznaczono inaczej.

### NCAA
- Mistrz sezonu regularnego konferencji Missouri Valley (MVC – 1964)
- Zaliczony do I składu MVC (1964)

### NBA
- Mistrz NBA (1971)[1]